# Evangelický kostel (Chomutov)
Evangelický kostel v Chomutově stával ve Farského ulici v prostoru parkoviště před budovou bývalých Městských lázní. Zbořen byl během jejich výstavby 22. srpna 1972.
Jednolodní kostel byl postaven v novogotickém slohu v letech 1896–1899. Dokončený kostel, zvaný Gustaf-Adolph Kirche (podle jednoho ze sponzorů, nadace švédského krále Gustava Adolfa, Gustav-Adolf-Werk se sídlem v Lipsku), byl vysvěcen 8. září 1899. Kostelní zvony byly koncem první světové války zabaveny. Trojici nových zvonů získal až v roce 1926, rok po zavedení elektrického osvětlení. Po druhé světové válce kostel připadl Církvi československé husitské, která jej využívala do 60. let, a později sloužil jako skladiště.
Kostel měl obdélný půdorys se síňovou lodí ukončenou užším pravoúhlým presbytářem. V průčelí stála štíhlá hranolová věž s vysokými lomenými arkádami a jehlanovou střechou. Vnější fasády členila vysoká kružbová okna a pilastry a nad vstupním portálem ve věži se nacházelo velké rozetové okno.